# Gasthaus zum Ochsen (Ladenburg)
Das Gasthaus zum Ochsen ist ein Ladenburger Gasthaus und Kulturdenkmal, dessen Geschichte bis ins 17. Jahrhundert zurückreicht.

## Geschichte
Am heutigen Standort, Hauptstraße 28, ist seit 1654 die Schildherberge „Zum Ochsen“ bezeugt. 1785 kaufte Georg Jakob Heuß das nunmehr „Zum goldenen Adler“ genannte Gasthaus samt Ziegelbrennerei und der zum Ziegelbrennen benötigten Tongrube (am Heidelberger Weg). Vermutlich ließ dieser das Gebäude neu aufführen. 1880 war hier die Metzgerei Fries, um 1900 wurde aus der Metzgerei wieder ein Gasthaus, das zum Stammlokal des Automobilpioniers Carl Benz avancierte.